# NGC 6365
NGC 6365 este o interacțiune de galaxii situată în constelația Dragonul. A fost descoperită în 15 august 1884 de către Lewis A. Swift.